# Gilbert Aubry
Gilbert Guillaume Marie-Jean Aubry (Saint-Louis, 10 maggio 1942) è un vescovo cattolico francese, dal 19 luglio 2023 vescovo emerito di Saint-Denis-de-La Réunion.

## Biografia
Gilbert Guillaume Marie-Jean Aubry è nato a Saint-Louis il 10 maggio 1942.

### Formazione e ministero sacerdotale
Dopo aver studiato al seminario di La Croix-Valmer ha continuato la sua formazione presso la Pontificia Università Gregoriana, dove ha conseguito una laurea in filosofia e una in teologia.
È stato ordinato sacerdote il 23 agosto 1970; il suo primo incarico è stato quello di cappellano degli studenti e dei movimenti.

### Ministero episcopale
Il 20 novembre 1975 papa Paolo VI lo ha nominato vescovo di Saint-Denis-de-La Réunion. Con un'età di 33 anni era il più giovane vescovo francese e il primo proveniente dal clero di quella diocesi. Ha ricevuto l'ordinazione episcopale il 2 maggio successivo dal vescovo emerito di Saint-Denis-de-La Réunion Georges-Henri Guibert, co-consacranti il vescovo di Port-Louis Jean Margéot e quello di Port Victoria Félix Paul.
Ha presieduto la Conferenza episcopale dell'Oceano Indiano per diversi mandati e ha fatto parte della Pontificia commissione per la conservazione del patrimonio artistico e storico della Chiesa.
Il 19 luglio 2023 papa Francesco ha accolto la sua rinuncia al governo pastorale della diocesi di Saint-Denis-de-La Réunion per raggiunti limiti di età; gli è succeduto Pascal Chane-Teng, dal 2018 vicario generale della diocesi.

## Pensiero

### Diritto alla vita
Nel 2008 ha sostenuto la 4ª edizione della marcia per la vita, manifestazione parigina in difesa della vita e contro l'aborto. Egli scrive che "la vita umana è una vita umana fin dal primo momento del concepimento nel grembo materno. La persona umana, è già nella prima cellula di un embrione e in un feto". Egli aggiunge inoltre che "vi è un diritto delle donne in difficoltà ad essere sostenute e aiutate a fuggire dallo stress che può portare a non vedere altra via d'uscita dalla loro situazione come l'aborto. L'aborto è sempre un dramma per la donna in questione, per l'essere umano e per la società".

### Eutanasia
Nel marzo del 2008, ha reagito alla richiesta di legalizzazione dell'eutanasia proposta da Chantal Sébire. Ha detto a un giornale locale che "il più grande aiuto che possiamo dare è di non uccidere, ma aiutare umanamente e spiritualmente a morire in pace con sé stessi, con gli altri e con Dio". Afferma inoltre che "la più grande sofferenza è di solito l'abbandono emotivo, il che rende terribile la sofferenza fisica e rimuove la voglia di vivere".

## Genealogia episcopale e successione apostolica
La genealogia episcopale è:
- Cardinale Scipione Rebiba
- Cardinale Giulio Antonio Santori
- Cardinale Girolamo Bernerio, O.P.
- Arcivescovo Galeazzo Sanvitale
- Cardinale Ludovico Ludovisi
- Cardinale Luigi Caetani
- Cardinale Ulderico Carpegna
- Cardinale Paluzzo Paluzzi Altieri degli Albertoni
- Papa Benedetto XIII
- Papa Benedetto XIV
- Papa Clemente XIII
- Cardinale Marcantonio Colonna
- Cardinale Giacinto Sigismondo Gerdil, B.
- Cardinale Giulio Maria della Somaglia
- Cardinale Carlo Odescalchi, S.I.
- Vescovo Eugène de Mazenod, O.M.I.
- Cardinale Joseph Hippolyte Guibert, O.M.I.
- Cardinale François-Marie-Benjamin Richard de la Vergne
- Vescovo Marie-Prosper-Adolphe de Bonfils
- Cardinale Louis-Ernest Dubois
- Arcivescovo Jean-Arthur Chollet
- Arcivescovo Héctor Raphaël Quilliet
- Vescovo Charles-Albert-Joseph Lecomte
- Cardinale Achille Liénart
- Arcivescovo Marcel Lefebvre, C.S.Sp.
- Vescovo Georges-Henri Guibert, C.S.Sp.
- Vescovo Gilbert Aubry

La successione apostolica è:
- Vescovo Xavier-Marie Baronnet, S.I. (1995)
- Vescovo Pascal Chane-Teng (2023)

## Discografia
- Créolie : une âme pour mon île, Auvidis, 1979.